# Гинек із Балиців і Ґорениців
Гинек із Балиців, Ґорениців, Заґужан гербу Топор (пом. 10 листопада 1444, Варна) — державний діяч Королівства Польського, хорунжий сандомирський (серпень—листопад 1444), надвірний маршалок (вересень—листопад 1444).

## Життєпис
Гинек або Гінча (від Генріх) народився наприкінці XIV століття, був сином краківського бурґграфа і гродського судді Міколая з Заґужан, Ґорениців. Мав брата Яна — охмістра й стольника королеви Софії Гольшанської, каштеляна завихостського, старосту бецького.
Гинек із Ґорениців у 1419—1421 роках від імені старости краківського Міколая з Міхалова був бурґграфом замку Тенчин. Він був першим війтом сусідньої до Ґорениців Нової Ґури після її міської локації 1421 року.
Протягом 1440—1444 перебував в Угорщині як лицар-ад'ютант короля Владислава III, у документах за цей час він постійно називається королівським придворним. У переддень походу на Варну отримав номінацію на уряд хорунжого сандомирського, згадується на посаді в серпні. Також, у вересні згадується як маршалок надвірний. Очевидно, виконував обов'язки маршалка за неприсутності біля короля маршалка коронного Міколая Лянцкоронського з Бжезя. Обидві посади обіймав до кінця життя.
Загинув під час битви під Варною 10 листопада 1444 року.

## Маєтності
1402 року відбувся поділ маєтностей між батьком Міколаєм та синами Яном і Гинеком. Синам дісталися Ґорениці й Остренжниця в Краківській землі та Заґужани, Жеґоцин і Хінкув у Сандомирській землі.
Протягом 1419—1421 років Гинек був опікуном малолітніх синів померлого каштеляна войніцького Анджея з Тенчина, зокрема, управляв їхніми Тенчинськими маєтками.
1440 року король записав Гинеку з Балиців 200 гривень на селі Велика Весь у старостві Ойцувському.

## Сім'я
Гинек близько 1428 року одружився із Катажиною, цього ж року він призначив їй з титулу віно на половині всіх своїх маєтностей. Мали щонайменше 6 дітей:
- Рафал — згадується 1428 року, очевидно, помер у дитинстві;
- Ян — студент Краківського університету 1444 року;
- Міколай;
- Гинек — канонік келецький;
- Пйотр[3][4];
- Офка — друга дружина Марека з Міноґи[12].